# 春のささやき
『春のささやき』（はるのささやき、独語：Frühlingsrauschen）作品32-3は、クリスティアン・シンディングが1896年に作曲したピアノ曲。シンディングの最も有名な器楽曲で、シンディングの代表作となっている。

## 概要
変ニ長調と近親調の変ロ短調の間を行き交う小品で、「アジタート（激して）」の発想記号を持ち、ほとんどの部分を右手の急速なアルペッジョと、左手の旋律の組み合わせで出来ている。譜面は、たいてい急速で単純な分散和音のパッセージからなっており、技巧的に要求の高い箇所もあるものの、ほとんどの部分が見た目よりも演奏し易い。曲名は、絶え間ない動きの感じが、春先のわくわくそわそわした感覚を表象していることを示している。